# Бруслинові
Брусли́нові (Celastraceae) — родина багаторічних рослин порядку бруслиноцвіті. Включає від 90 до 139 родів та 1 300 видів. Переважна більшість родів поширена у тропічній зоні, лише Celastrus, білозір та бруслина широко представлені у помірному кліматі.

## Опис
Представники родини переважно ліани, кущі та невеликі дерева, рідше, як наприклад, Білозір — трав'янисті рослини. Листки з прилистками або без них, супротивні або чергові, прості, цілісні.
Квітки дрібні, двостатеві, правильні, у цимозних суцвіттях. Чашечка більш-менш роздільнолиста. Віночок роздільнопелюстковий. Тичинок чотири-п'ять. Стовпчик часто з трьома приймочками.
Плід — коробочка (іноді крилата), кістянка або ягода.
Деякі види, наприклад, бруслина бородавчаста і європейська, містять гутаперчу.

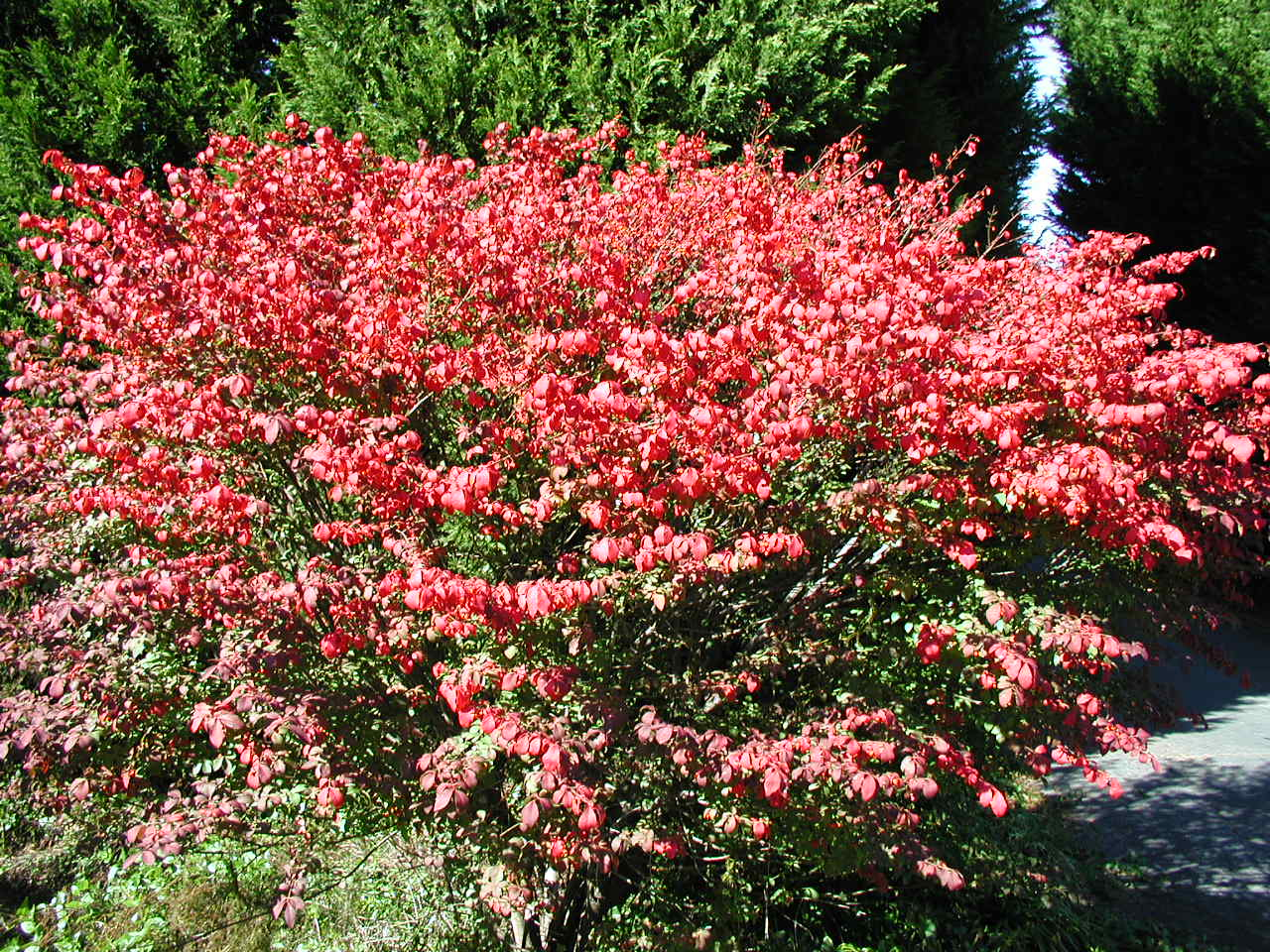
Кущ бруслини крилатої восени
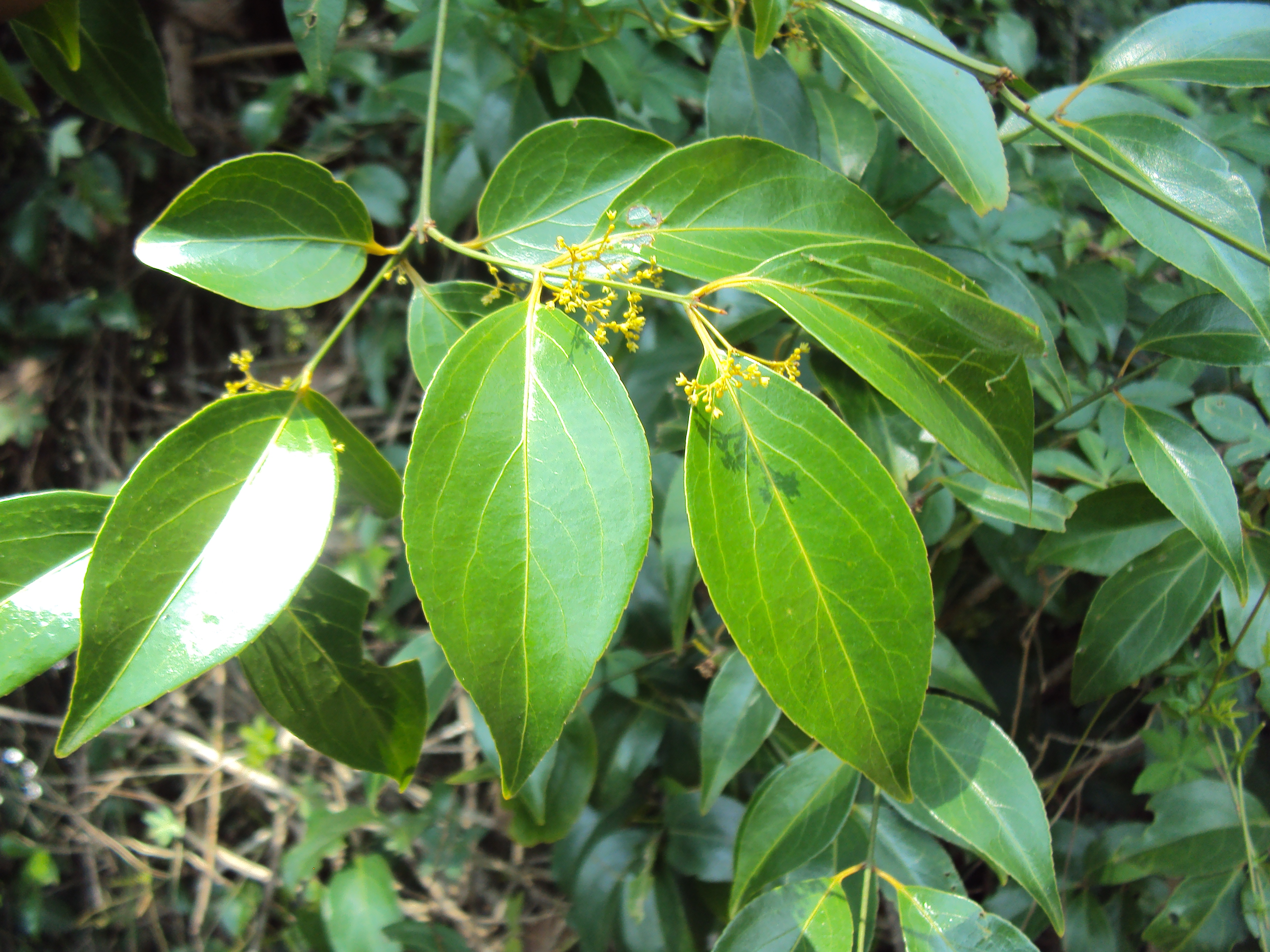
Листя Reissantia indica
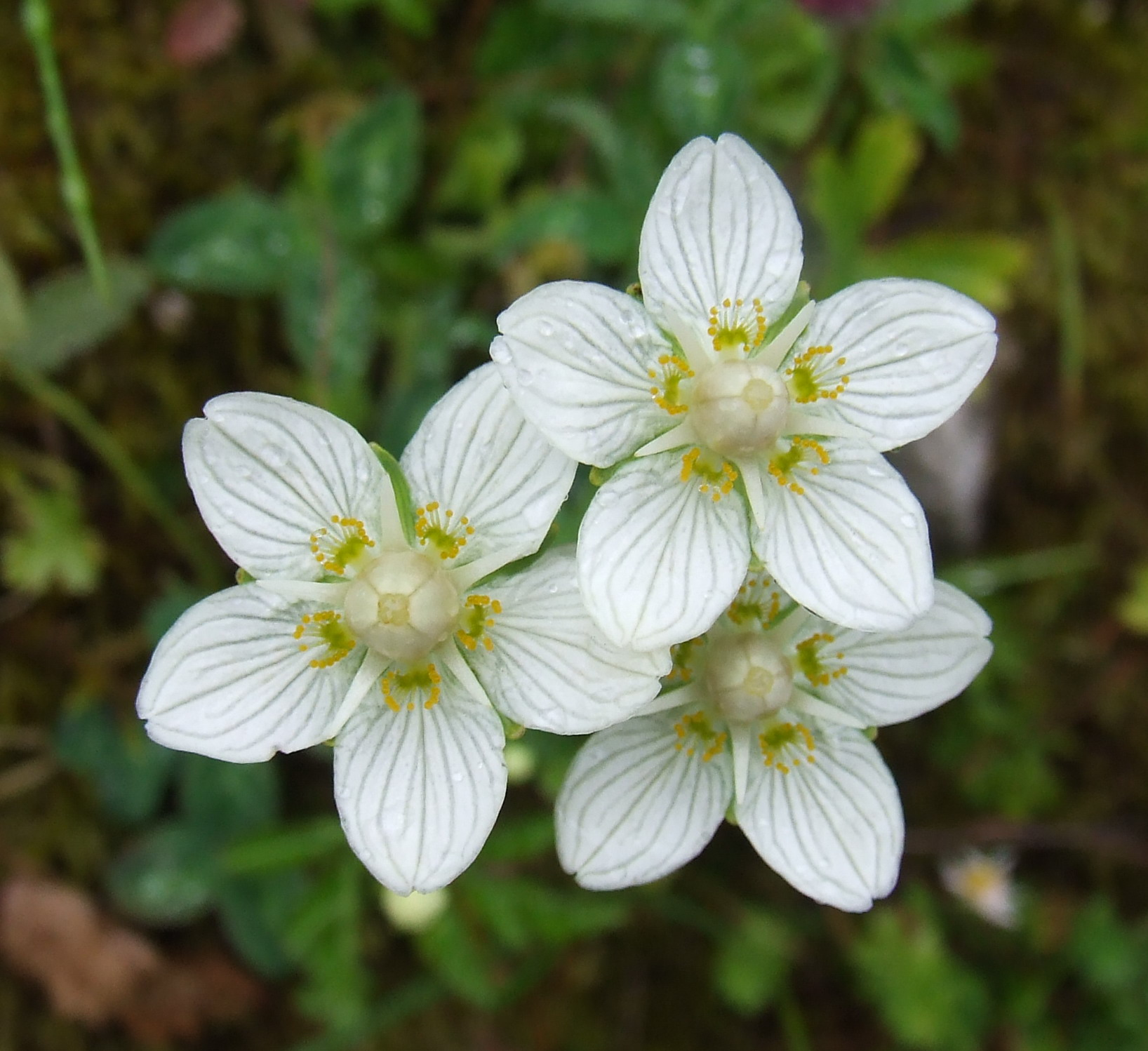
Квіти білозора болотного
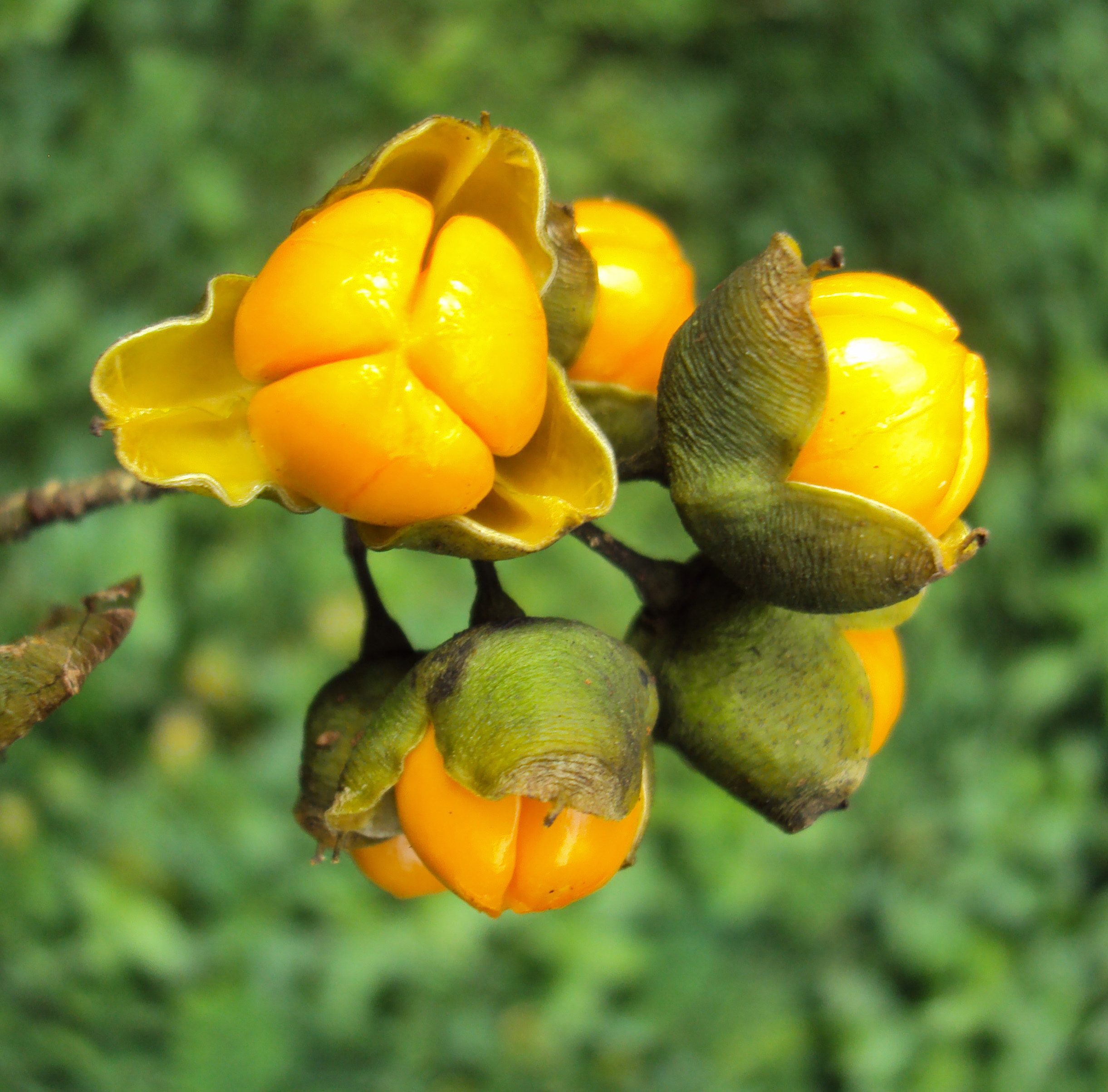
Плоди з насінням Celastrus paniculatus

## Роди
| - Acanthothamnus — синонім Scandivepres - Allocassine - Apatophyllum - Brassiantha - Brexia - Brexiella - Canotia - Cassine - Catha - Cathastrum - Celastrus - Crossopetalum — синоніми Myginda, Raddisia - Denhamia - Dicarpellum - Elaeodendron - Empleuridium - Euonymus — Бруслина, синоніми Kalonymus, Quadripterygium - Evonymopsis - Fraunhofera - Glyptopetalum - Goniodiscus - Gyminda - Gymnosporia - Hartogia - Hedraianthera - Herya - Hexaspora - Kokoona - Lauridia - Lophopetalum — синонім Solenospermum - Lydenburgia - Maytenus — синонім Boaria - Menepetalum - Microtropis — синоніми Otherodendron, Paracelastrus - Monimopetalum - Mortonia - Moya - Mystroxylon - Nicobariodendron - Orthosphenia - Paxistima — синонім Pachystima - Peripterygia - Plagiopteron | - Platypterocarpus - Plenckia — синонім Viposia - Pleurostylia — синонім Cathastrum - Polycardia - Pottingeria - Psammomoya - Pseudosalacia - Ptelidium - Pterocelastrus - Putterlickia - Quetzalia - Rzedowskia - Salaciopsis — синонім Lecardia - Salvadoropsis - Sarawakodendron - Schaefferia - Siphonodon — синонім Capusia - Tetrasiphon - Tricerma - Tripterygium - Wimmeria - Xylonymus - Zinowiewia - Cheiloclinium - Peritassa - Salacia — синоніми Annulodiscus, Johnia, Calypso - Salacicratea - Salacighia - Thyrsosalacia - Tontelea - Anthodon - Apodostigma - Arnicratea - Bequaertia - Campylostemon - Cuervea - Elachyptera - Helictonema - Hippocratea - Hylenaea - Loeseneriella - Prionostemma | - Pristimera - Reissantia - Semialarium - Simicratea - Simirestis - Tristemonanthus - Lepuropetalon — синонім Cryptopetalum - Parnassia — Білозір - Macgregoria - Stackhousia - Tripterococcus - Austroplenckia - Christmannia - Clercia - Euthalis - Evonymoides - Florinda - Haydenia - Hypsophila - Leucocarpum - Macahanea - Managa - Masakia - Maurocenia - Melanocarya - Methyscophyllum - Neerija - Nothocelastrus - Pachistima - Pyramidostylium - Raddisia - Romualdea - Rubentia - Schrebera - Semarilla - Tampoa - Telemachia - Theaphyllum - Thomassetia - Tonsella - Torralbasia - Vyenomus |